# فستن
فستن (انگلیسی: Fasten) شرکت اجاره خودرو آمریکایی است، که در سال ۲۰۱۵ تأسیس شد.